# Pran Nath (Physiker)
Pran Nath (* 9. September 1939 in Panjab, damals Britisch-Indien, heute Pakistan) ist ein indisch-US-amerikanischer theoretischer Physiker. Er ist Professor an der Northeastern University in Boston.
Nath studierte an der Universität Delhi, wo er 1958 einen Bachelor- und 1960 einen Master-Abschluss erhielt. 1964 wurde er an der Stanford University promoviert. Als Post-Doktorand war er an der University of California, Riverside und an der University of Pittsburgh (als sog. Mellon Fellow) tätig. 1966 wurde er zunächst Assistant Professor und ist seit 1975 ordentlicher Professor an der Northeastern University, an der er Matthews Distinguished Professor für Physik ist. Er war zudem mehrfach Gastwissenschaftler am CERN sowie an den Universitäten Bonn, Heidelberg und München, an der University of California, Santa Barbara und am Tata Institute of Fundamental Research in Mumbai.
Er befasst sich beruflich mit theoretischer Elementarteilchenphysik und hier insbesondere mit GUTs, Supersymmetrie und auch der Supergravitation, wo er einer der Pioniere ist.
1982 entwickelte er mit Richard Arnowitt und Ali Chamseddine ein minimales Supergravitationsmodell (mSUGRA) als realistisches Modell für Supergravitation. Seit 1990 ist er Fellow der American Association for the Advancement of Science und erhielt 2002 den Humboldt-Forschungspreis. Nath wurde zudem 1978 Fellow der American Physical Society.

## Schriften
- mit Pavel Fileviez Pérez: Proton stability in grand unified theories, in strings and in branes, Pran Nath, Physics Reports, Band 441, 2007, S. 191–317 (online)